# 停止亨廷顿动物虐待
停止亨廷顿动物虐待（英文：Stop Huntingdon Animal Cruelty，简称SHAC），是一场国际性的动物权利运动，目的是要让“亨廷顿生命科学 （页面存档备份，存于）”
这家欧洲最大的契约制动物测试实验室关闭。“亨廷顿生命科学”每年在大约7万5千只动物身上，进行动物实验，大部分被用来测试的动物都是臼齿类，另外还有一些狗，猫，小猿，短尾猿，和野狒狒，以测试各类产品，大多是测试它们的有毒性，测试的产品包括家用清洁剂，药物，杀虫剂，化妆品，以及食品添加剂。自一九八九年以來、它一直是記者和活動家主要揭密以及秘密調查的對象。 
SHAC主要是由三位動物權利活動者發起的，分別是格雷格．艾弗里（Greg Avery）、希瑟．詹姆斯、（Heather James）以及娜塔莎．德萊曼尼（Natasha Dellemagne），發起緣由為一支1997年由善待動物組織（People for the Ethical Treatment of Animals，PETA）進入HLS秘密拍攝所展示出的該實驗室裡的職員對著實驗室內的米格魯犬搖晃、毆打及大吼大叫的畫面。  此影片首先在英國的第四頻道播出，播出此影片的職員遭到解雇及起訴，同時HLS的動物實驗執照遭遇吊銷六個月的處分。在遭受此實驗室威脅將採取法律行動後後，PETA停止了對該實驗室的抗議，並由SHAC接管，成為無領導的對抗活動。  
該活動所使用的策略，範圍從非暴力的抗議，到對據稱是HLS的客戶及投資者的房屋投放燃燒彈。負責監控美國境內極端主義的南方貧困法律中心（the Southern Poverty Law Center，SPLC）宣稱該活動的運作方式與反墮胎極端分子的恐怖主義策略極為相像。在2005年時，聯邦調查局（FBI）反恐部門的一名官員將此活動在美國的行動視為國內恐怖主義威脅。  
在2009年及2010年時，包括艾弗里、詹姆斯、及德萊曼尼等13位成員被因涉嫌串謀勒索及傷害實驗室的供應商等罪名遭判處15個月至11年不等的刑期。   

## 背景
根據調查，歐洲最大的動物實驗室HLS每年殺死了約75,000隻動物，用於測試家用清潔劑、殺蟲劑、除草劑、食品添加劑、工業用化學用品以及治療阿茲海默症、帕金森氏症、糖尿病、多發性硬化症和癌治的藥物上。 這些用於測試而失去生命的動物包括老鼠、兔子、豬、狗以及靈長類動物（狨侯和獼猴）。 
1989年以來，這間公司一直是被臥底調查的對象。英國廢除活體解剖聯盟（British Union for the Abolition of Vivisection，簡稱BUAV）的Sarah Kite在1989年找到了一份位於HLS的工作，並開始進行內部拍攝。1996年，Zoe Broughton為英國第四頻道做了一樣的事，隨後他發佈了公司內部虐待施暴、並搖晃小狗的錄影畫面。隔年（1997年），Michelle Rokke聲稱為了PETA而做了同樣的事，隨後獲得一段錄影，其內容係關於HLS在進行猴子活體解剖時，工作人員擔憂動物麻醉劑量不足而發出的疑慮。  2000年，《每日快報》的Lucy Johnston獲得了訪問權。Kite所提供的日記內容記載他在亨廷頓生命科學臥底工作八個月的所見所聞，這些內容揭示了內部工作人員對於動物的各種粗暴行為，包括對動物大呼小叫、以粗魯的方式將它們丟入籠子，甚至在進行毒性測試時對動物們發出諷刺性的訕笑。   2006年至2008年間，一名動物捍衛者國際組織（Animal Defenders International，簡稱ADI）的員工在亨廷頓生命科學位於劍橋郡的靈長類動物毒理學部門獲得了職位後，進行了秘密臥底和內部拍攝。  
根據倡導友善動物的英國遊說團體「研究捍衛協會」（ Research Defence Society ）的Mark Matfield的說法，HLS因為種種不良記錄和調查結果，失去了在製藥行業中原有的地位和大量業務。其違背動物權利和法律的作為，也導致了科學家和商界人士認定該公司已犯下的嚴重踰矩行為。  

## 結構

### SHAC 英國
SHAC由Greg Avery於1999年11月成立；他的第二任妻子娜塔莎·艾弗里（Natasha Avery）；和他的第一任妻子希瑟·尼科爾森（Heather Nicholson）。艾弗里和尼科爾森在此之前曾参與過反對英國動物繁殖、動物實驗室設施的高能見度運動。1997年，在經過十個月的運動後，他們造成為進行動物研究而飼養比格特犬的康索特犬舍 （页面存档备份，存于）的關閉。同年，他們開始在牛津郡的Hill Grove農場发起了“拯救希尔格罗夫猫”，該農場為實驗室飼養猫。該農場於兩年後關閉。 
他們會每三個月開一次會以接收來自美國與歐洲同事們的最新消息。 据法官稱，該組織中被稱為媽媽的經驗豐富的活動家莎拉·懷特黑德（Sarah Whitehead）將帶領年輕成員並在一個晚上進行多達五次的襲擊。 

### 方法

#### 二級和三級瞄準
SHAC的作案手法被稱為二級和三級瞄准。激進份子採取直接行動，從合法抗議，到恐嚇、騷擾和暴力攻擊行為等，這些行動不僅針對HLS、其員工及其員工家屬，還針對二級和三級目標，如HLS的商業夥伴及其商業夥伴、保險公司、餐飲業者、清潔工、幼兒園和辦公室用品的供應商   例如，紐約的一家遊艇俱樂部被塗上紅色油漆，因為該俱樂部的一位成員為從事HLS證券交易的卡爾證券（Carr Securities）工作。這場運動不僅壓低HLS的利潤，也使其股價降低，導致其無法找到商業和金融合作伙伴。  
2001年，英國HLS董事總經理布莱恩·卡斯（Brian Cass）在家外遭到三名蒙面男子毆打——動物權利活動家戴维·布倫金索普（David Blenkinsop）因這次襲擊被判處三年監禁，HLS營銷總監安德鲁・蓋伊（Andrew Gay）在門前台階被用化學噴霧噴到眼睛，導致他暫時失明。  

#### 股東
2000年12月21日，HLS因市值低於紐約證券交易所的限制而被紐約證券交易所除名，2001年3月29日，HLS同時失去了做市商和在倫敦證券交易所的地位。不久之後，HLS將其總部遷至美國，合併其生命科學研究院（Life Science Research, LSR），並從其最大股東斯蒂芬斯投資銀行獲得了1500萬美元的貸款。2005年9月，在一名加拿大經紀公司雇員和一名英國製藥公司高階主管的住宅因火災爆炸后，纽约證券交易所要求LSR將其上市從OTC公告板轉移到主要交易所的時程延期。   此後，LSR便將其上市轉移至紐約證券交易所 (NYSE) Arca電子交易所。在被首席執行長安德魯・貝克（Andrew Baker）收購後，HLS不再是一家上市公司。  
在2005年6月，總部位於溫哥華的經紀公司 Canaccord Capital宣佈已經放棄了一個客戶 Phytopharm PLC，以回應2005年5月動物解放陣線（Animal Liberation Front，以下簡稱ALF）對 Canaccord Capital 高管 Michael Kendall 的汽車被汽油彈炸毁。 ALF 在網站上說，活動分子在汽車下面放置了一個燃燒彈，當汽車在夜間起火時，燃燒彈就在 Micheal Kendall 家的車庫裡。 Micheal Kendall 和他的家人躲藏了起來。 Phytopharm及其他公司有業務往來的人都成為目標，因為與HLS有業務聯繫。  
在2006年5月，一個匿名組織表示將給葛蘭素史克集團（GlaxoSmithKline's， GSK）的17萬名小額投資者的每一個人寫信，警告他們出售他們的股票。在2006年5月7日，這些信件開始到達投資者的家庭住址，要求在14天內出售股票，並通過Hotmail電子郵件的方式通知該團體。  發送的信件數量比聲稱的要少；BBC說至少有50名股東收到了警告。  接下來的一周，英國首相托尼·布莱尔在《The Sunday Telegraph》上寫道，面對一場 "令人震驚的...恐嚇運動"，他表示支持動物實驗。 

### 與ALF的聯繫
在2002年，Greg Avery 及 Heather James 被監禁6個月期間，Kevin Kjonaas就當了SHAC英國的負責人，也宣布支持ALF，而ALF在英國的發言人 Robin Webb 出席了在美國舉行的SHAC會議，並發表談話。
2006年，ALF警告說他們的目標是HLS的供應商，並於同年使用了汽油彈炸毀了Canaccord Capital財務總監的汽車。 SHAC的成員說，該公司曾作為Phytopharm的經紀人，使用HLS進行合同測試。 
聯邦調查局 （FBI） 將 SHAC 與激進的動物權利團體 "動物解放陣線" （Animal Liberation Front, ALF）聲稱的攻擊聯繫起來。他們對 Daniel Andreas San Diego 發出了逮捕令，稱他 "參與了 [停止亨廷頓動物虐待] (Stop Huntington Animal Cruelty)"，與針對HLS在加州的兩個客戶的炸彈襲擊有關。 San Diego於2009年被列入 FBI 通緝的恐怖分子名單，目前仍然在逃亡。   

## 定罪和立法
SHAC促使英國於2005年通過重大有組織犯罪與管制法案（Serious Organised Crime and Police Act）第145-149節，該法為防止動物實驗遭迫害，經由法院裁後禁制行為人、使行為人心生畏懼致其停止或不再接近動物實驗之設備。    第一位滿足該法構成要件者為一名分子生物博士傑瑟夫・哈利斯（Joseph Harris），他侵害一家提供動物實驗設備給亨廷頓動物實驗的公司之財產，最後被判處三年有期徒刑。    2007年2月，一群SHAC的支持者被指控無照街道募款。   倫敦警察廳指出，兩個在倫敦牛津街的商家一年收集超過80,000英鎊。2007年3月，三名激進份子因威脅HLS設備供應者而遭關押。一名供應商在遭配戴骷顱頭面具的示威者攻擊後終止與HLS簽訂之契約。 

### 2007：阿基里斯行動（英國）
2007年5月1日，一連串的突襲——阿基里斯行動（Operation Achilles）——在歐洲爆發，發起人為反對SHAC的700餘位來自英國、阿姆斯特丹以及比利時的警察。   32人被逮捕，包括Greg、Natasha Avery、Heather Nicholson。他們被指控與其他9人行使勒索行為。  檢察官告訴陪審團，一場2007年被告間的會議被警察監聽到停止亨廷頓動物虐待運動成員支持的非法行動將波及全英國人民。檢察官也提出有證據顯示SHAC成員與「動物解放陣線」（Animal Liberation Front）以及「動物權利民兵」（Animal Rights Militia）有使用電子郵件聯繫。    Der Spiegel 寫道，由於警方的行動，對 HLS 和相關企業的攻擊數量急劇下降。儘管在定罪後的第二天，SHAC 網站上的新發表表明該活動將繼續進行。 

## 也可以看看
- 动物福利或动物权利政党列表